# Лапінська Ганна Іванівна
Ганна Іванівна Лапінська (17 жовтня 1924, село Бариш, Польща, тепер Бучацького району Тернопільської області — ?) — українська радянська діячка, новатор сільськогосподарського виробництва, тракторист Трибухівської МТС Бучацького району Тернопільської області. Депутат Верховної Ради УРСР 3-го скликання.

## Життєпис
Народилася у багатодітній родині сільського коваля. У 1940 році закінчила курси трактористів. У 1940—1941 роках — тракторист Трибухівської машинно-тракторної станції (МТС) Бучацького району Тернопільської області.
Під час німецько-радянської війни працювала у сільському господарстві в рідному селі.
З 1944 року — тракторист, а з 1951 року — бригадир тракторної бригади Трибухівської машинно-тракторної станції (МТС) Бучацького району Тернопільської області.
Потім — на пенсії у селі Трибухівці Бучацького району Тернопільської області.

## Нагороди
- орден «Знак Пошани» (26.02.1958)
- ордени
- медалі